# Bullfrog Productions
Bullfrog va ser una companyia creadora de videojocs amb seu a Anglaterra. Fundada el 1987, va ser adquirida per Electronic Arts el 1995 i va desaparèixer com a entitat independent el 2004. El logotip de l'empresa és una granota negra, en honor del seu nom.
Alguns jocs notables (nom de la saga):
- Populous
- Theme Park
- Syndicate
- Theme Hospital
- Dungeon Keeper